# جیسون فلام
جیسون فلام (انگلیسی: Jason Flom؛ زادهٔ ) یک مدیر عامل اجرایی اهل ایالات متحده آمریکا و رئیس فعلی لاوا رکوردز است.